# Maschera d'Oro (premio)

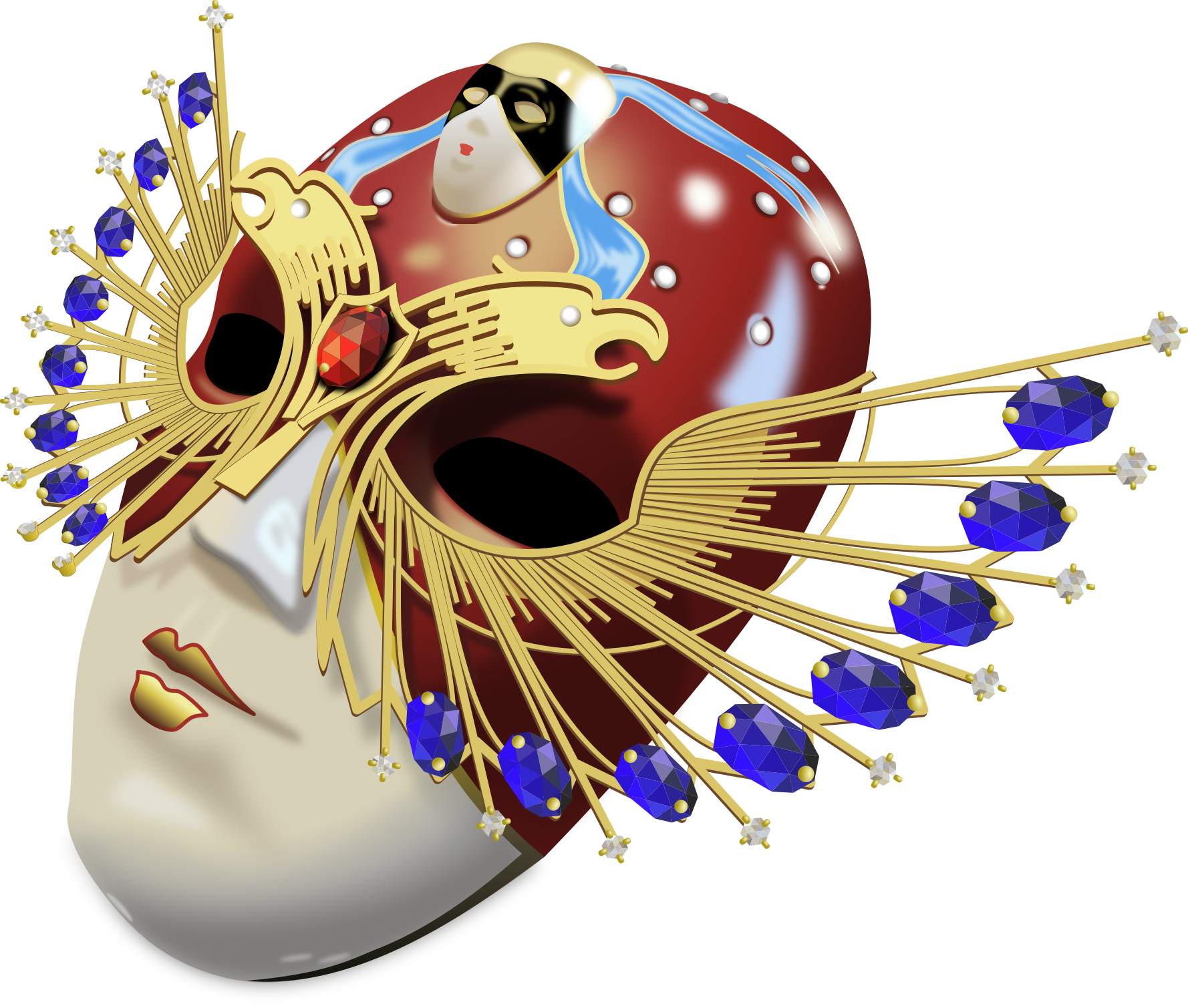
Il premio Maschera d'Oro

Maschera d'Oro (in russo Золотая Маска?, Zolotaja Maska) è la denominazione di un premio e di un festival teatrale che si svolgono in Russia dal 1994.
Il premio è assegnato alle produzioni di ogni genere di arte teatrale: dramma, opera, balletto, operetta, musical e teatro dei burattini. Il presidente del comitato organizzatore è stato a lungo l'attore russo Georgij Taratorkin.

## Categorie in concorso
- Dramma – Migliore produzione in grande scala
- Dramma – Migliore produzione in piccola scala
- Dramma – Miglior regia
- Dramma – Miglior attrice
- Dramma – Miglior attore
- Dramma – Miglior sceneggiatore
- Dramma – Miglior tecnico delle luci
- Dramma – Miglior costumista
- Burattini – Migliore produzione
- Burattini – Miglior regia
- Burattini – Miglior sceneggiatore
- Burattini – Miglior attore
- Innovazione – Migliore produzione
- Opera – Migliore produzione
- Opera – Migliore conduzione
- Opera – Miglior regia
- Opera – Miglior attrice
- Opera – Miglior attore
- Balletto – Migliore produzione
- Danza contemporanea – Migliore produzione
- Balletto/Danza contemporanea – Migliore direttore di balletto/miglior coreografo
- Balletto/Danza contemporanea – Miglior attrice
- Balletto/Danza contemporanea – Miglior attore
- Operetta/Musical – Migliore produzione
- Operetta/Musical – Migliore conduzione
- Operetta/Musical – Miglior regia
- Operetta/Musical – Miglior attrice
- Operetta/Musical – Miglior attore
- Teatro musicale – Miglior compositore
- Teatro musicale – Miglior sceneggiatore
- Teatro musicale – Miglior costumista
- Teatro musicale – Miglior tecnico delle luci[2]